# ريبتون (فيرمونت)
ريبتون (بالإنجليزية: Ripton, Vermont)‏ هي بلدة تقع بولاية فيرمونت في الولايات المتحدة. تبلغ مساحتها 129.1 (كم²)، وترتفع عن سطح البحر 542 م، بلغ عدد سكانها 588 نسمة في عام 2010 حسب إحصاء مكتب تعداد الولايات المتحدة وتصل الكثافة السكانية فيها 4.6 نسمة/كم2.

## وصلات خارجية
- www.riptonvt.org
- The US50 - Cities and Towns in Vermont State
- Vermont Cities and Towns, Facts, Map, Flag, Colleges, Government, and More